# Mercês da Cunha Rego
Mercês da Cunha Rego (15 de setembro de 1935 – 30 de dezembro de 2024) foi uma fadista portuguesa.

## Biografia
Teve uma carreira destacada como fadista, tendo sido considerada pela Rádio Televisão Portuguesa como uma das figuras clássicas dentro daquele género musical, tendo colaborado com grandes nomes do panorama musical português. Em 1961 participou no programa de rádio Nova Onda da Emissora Nacional de Radiodifusão, em conjunto com Teresa Tarouca, Hermano da Câmara e João Ferreira-Rosa.
Iniciou a sua carreira da segunda metade dos anos 60, tendo o seu primeiro registo discográfico sido lançado em 1967, sob a etiqueta Aquila da editora Rádio Triunfo, e produzido pelo radialista João Martins. O acompanhamento musical esteve a cargo do Conjunto de Guitarras de Raul Nery. O disco incluía as canções Cavalo Ruço, com letra de Paulo José Vidal e música de Frederico Valério, Os Teus Olhos, Fado Corrido, ambas escritas por Linhares Barbosa, e Acabar Não Fica Mal, de Alfredo Marceneiro.
Logo em 1968 Mercês da Cunha Rego publica o seu segundo disco, igualmente produzido por João Martins, tendo o acompanhamento musical sido feito também pelo Conjunto de Guitarras de Raul Nery, e onde também participaram Fontes Rocha, Júlio Gomes e Joel Pina. Neste disco foram pela primeira vez lançados em disco dois textos de David Mourão-Ferreira: Varandas e Anda o Sol na Minha Rua, que no ano seguinte também seria cantado por Amália Rodrigues, mas com melodia diferente. Outras canções no disco foram o Fado da Alegria, do poeta Vasco de Lima Couto, e Fado dos Ninhos, com texto de José Manuel Sallaty e música de Manuel Maria.
Em 1979 Mercês da Cunha Rego surge no programa Fado Vadio da Rádio Televisão Portuguesa, acompanhada por músicos de renome, como José Nunes, Jorge Fontes, Francisco Pérez Andión e Raul Silva. O seu terceiro disco foi lançado no ano seguinte, um single com o título de O Trote do Meu Cavalo, que foi lançado pela editora Orfeu, com texto de Maria Manuel Cid e música de José Cid. No lado oposto encontra-se a canção Quadras Soltas, que tinha sido anteriormente lançado pelo fadista António dos Santos.

## Reconhecimento
Foi uma das 50 figuras do fado e da guitarra portuguesa homenageadas, em 2012, aquando da celebração do primeiro aniversário do fado enquanto Património Imaterial da Humanidade, tendo nessa altura recebido a Medalha Municipal de Mérito (Grau Ouro), da cidade de Lisboa. 

## Discografia
Entre a sua discografia encontram-se: 
- 1968 - Mercês da Cunha Rêgo (EP), Editora Aquilla
- 1980 - O trote do meu cavalo, com direcção musical de José Cid e capa da pintora Maluda, Editora Orfeu [8][9]
- 1998 - Mercês Cunha Rego e Teresa Siqueira (colecção Fados dos Fados), editora Movieplay [10]
- 2005 - Todos os fados (compilação) [11]